# Tracy Caulkins
Tracy Ann Caulkins, po mężu Stockwell (ur. 11 stycznia 1963 w Winona) – amerykańska pływaczka. Wielokrotna medalistka olimpijska z Los Angeles.
Największe sukcesy odnosiła w stylu zmiennym, choć międzynarodowe czasy osiągała także w innych stylach. Znajdowała się w reprezentacji na IO 80, jednak Amerykanie zbojkotowali igrzyska w Moskwie i na olimpiadzie zadebiutowała 4 lata później. W Los Angeles zdobyła trzy złote medale (w tym na 200 i 400 metrów zmiennym). Na mistrzostwach świata w 1978 wywalczyła pięć złotych krążków, miała wówczas zaledwie 15 lat. Wielokrotnie biła rekordy świata.

## Starty olimpijskie
Los Angeles 1984
- 200 m zmiennym, 400 m zmiennym, 4 × 100 m stylem zmiennym – złoto